# Église Sainte-Eulalie de Lançon
L'église Sainte-Eulalie de Lançon est une église catholique du XIIe siècle située à Lançon, dans le département français des Hautes-Pyrénées en France.

## Localisation
L'église Sainte-Eulalie est située au sud est du village.

## Historique
Bâtie à l'époque romane au cours du XIIe siècle, sa nef unique fut reconstruite et agrandie une première fois par l'édification d'une chapelle au nord en 1533 d'après la date inscrite sur un des piliers de la nef). Le clocher-porte date également de cette époque.

Au milieu du XIXe siècle, des travaux d'extension et de réparation  sont conduits : l'église étant trop petite pour accueillir la population, il est décidé de l'agrandir par la construction d'une chapelle au sud et la toiture est réparée.

Le christ en croix date du XVIe siècle fit l'objet d'une restauration en 1991.

L'édifice est inscrit au titre des monuments historiques le 20 juillet 1979.

## Architecture
L'église est remarquable par son clocher polygonal flanqué d'une tour d'escalier circulaire, qui présente un plan simple : une nef prolongée par une abside semi-circulaire et complétée au nord et au sud par deux chapelles.

Le chœur est orné d'un retable architecture et d'un tabernacle en bois sculpté, peint et doré du XVIIIe siècle. L'église abrite également de nombreuses statues parmi lesquelles :

- Une Vierge de Pitié du XVIe siècle.

- Une Vierge à l'Enfant, du type des Vierges de Marseille du XIXe siècle.

- Un Christ en croix du XVIe siècle.

- Deux statues de saint Jean l'évangéliste et sainte Marie-Madeleine agenouillés, du XVIe siècle.

## Galerie de photos

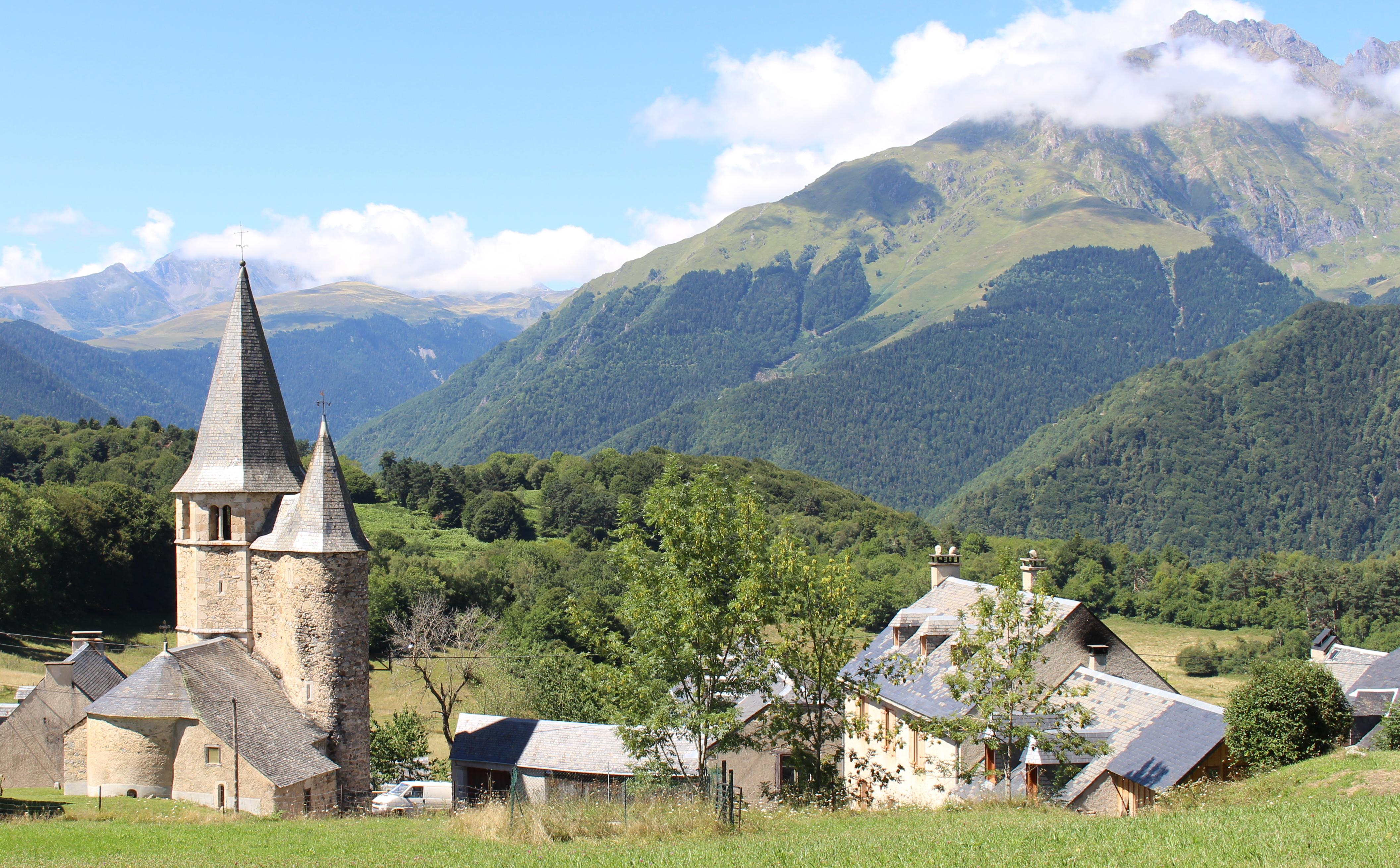
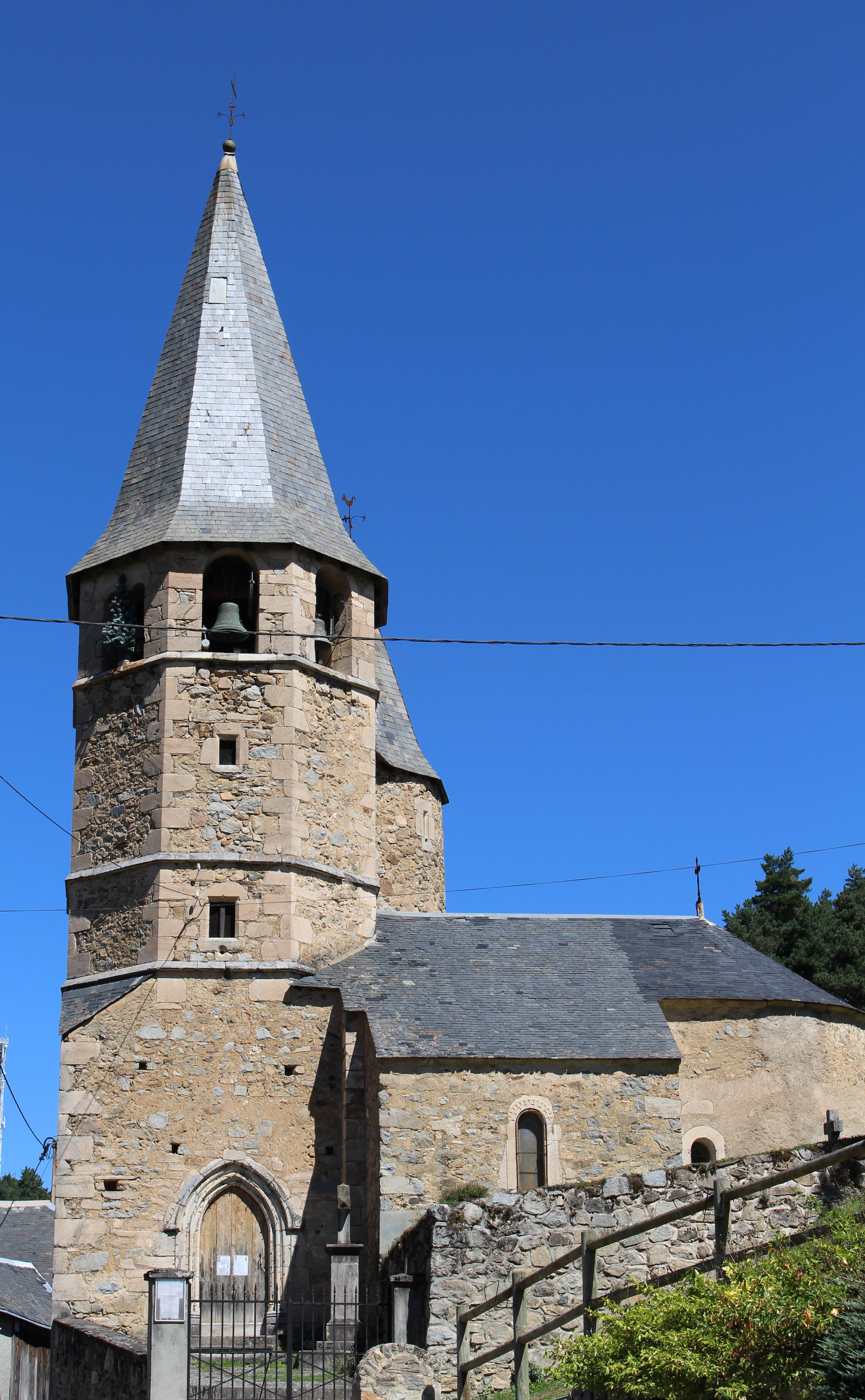
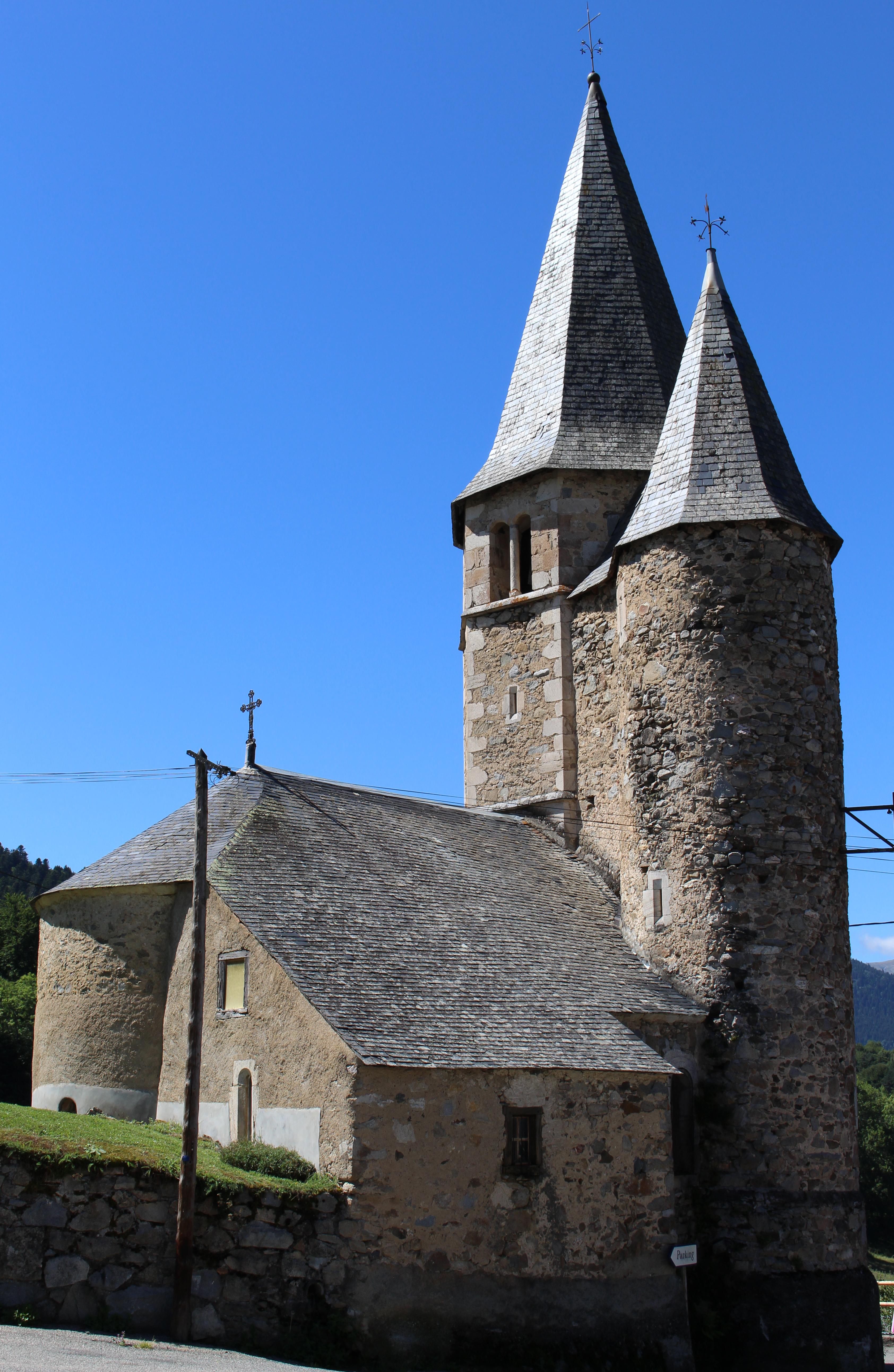
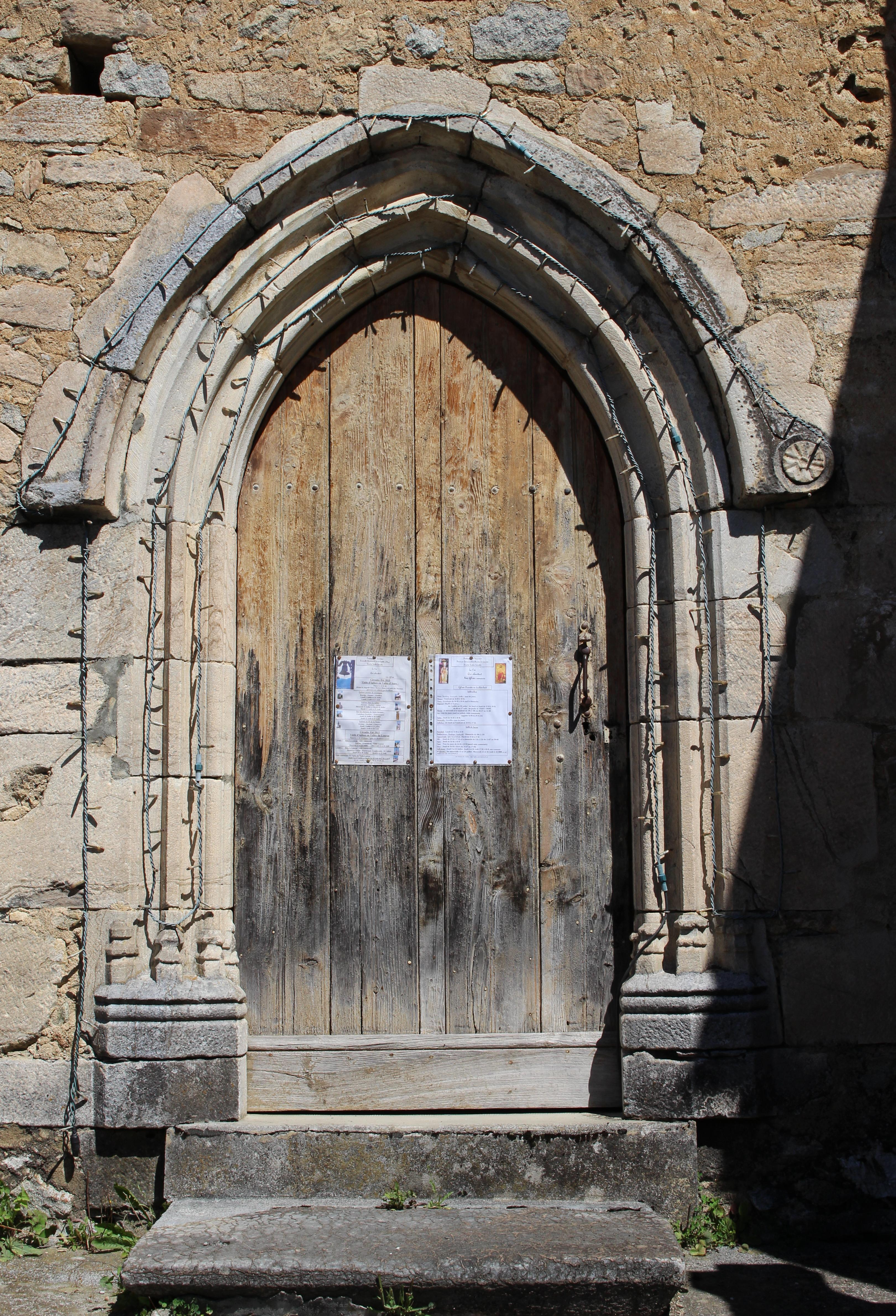
porte
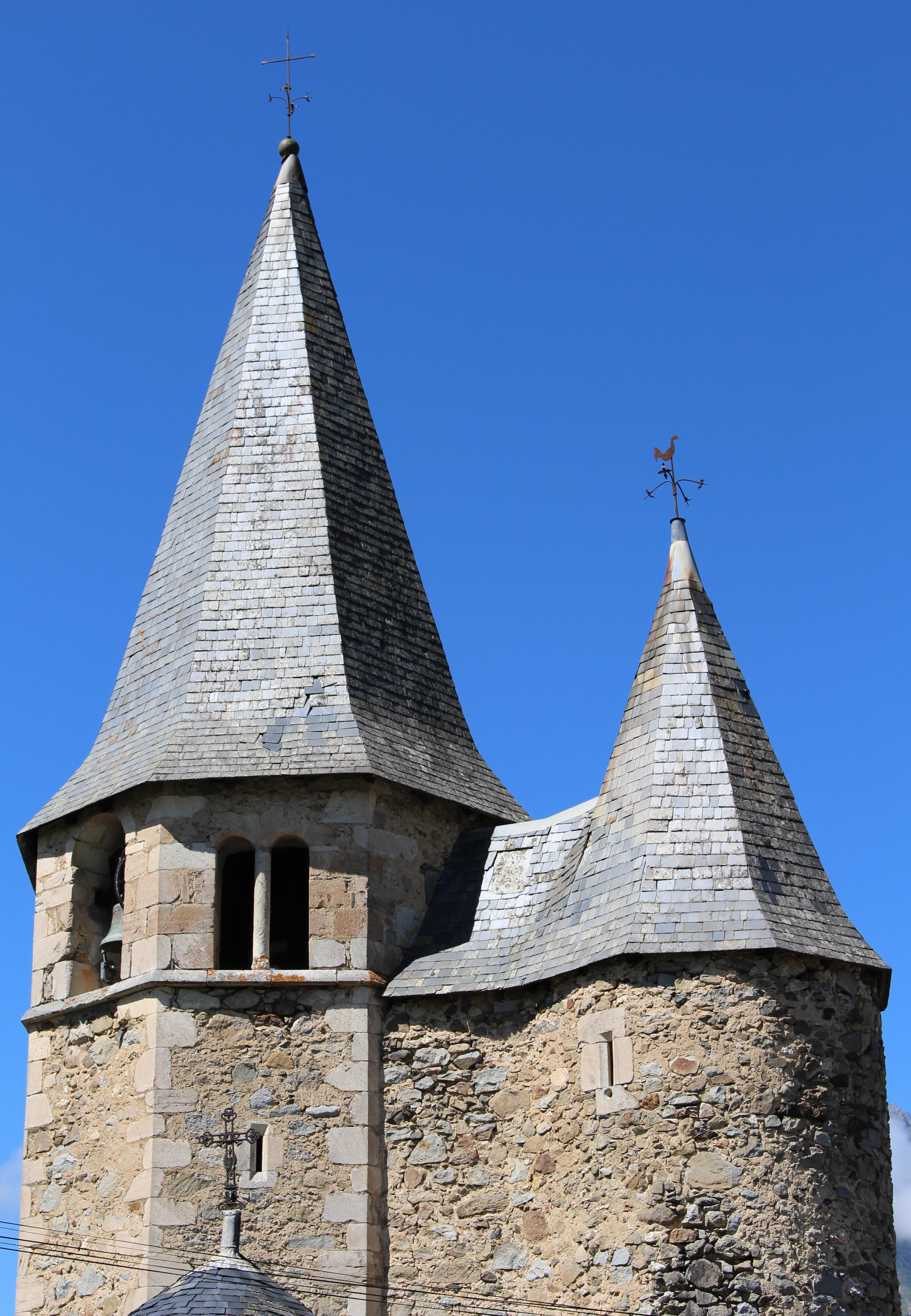
clocher